# Lijst van gemeentelijke monumenten in Bloemendaal (gemeente)
De gemeente Bloemendaal heeft 167 gemeentelijke monumenten, hieronder een overzicht. 

## Aerdenhout
De plaats Aerdenhout kent 26 gemeentelijke monumenten:
| Object                                                                      | Bouwjaar  | Architect                                                        | Locatie                    | Coördinaten                   | Nr.        | Afbeelding                                                                  |
| --------------------------------------------------------------------------- | --------- | ---------------------------------------------------------------- | -------------------------- | ----------------------------- | ---------- | --------------------------------------------------------------------------- |
| Villa, postkantoor                                                          | 1905      |                                                                  | Aerdenhoutsduinweg 5       | 52° 21' 46" NB, 4° 35' 40" OL | 0377/WN034 | Villa, postkantoor                                                          |
| Schilderswoning (villa De Schulp met atelier)                               | 1905      | Jacob London                                                     | Aerdenhoutsduinweg 23      | 52° 21' 51" NB, 4° 35' 54" OL | 0377/WN035 | Upload foto                                                                 |
| Landhuis Klein Bentveld                                                     | 1823      | Andries de Maaker                                                | Bentveldsweg 142           | 52° 22' 2" NB, 4° 35' 5" OL   | 0377/WN036 | Upload foto                                                                 |
| Voormalige jachthuis                                                        | 1905      |                                                                  | Bentveldsweg 144           | 52° 22' 5" NB, 4° 35' 9" OL   | 0377/WN037 | Voormalige jachthuis                                                        |
| Landhuis                                                                    |           | Anthonie Pieter Smits (oorsprong) Cornelis van der Linde (verb.) | Boekenroodeweg 4           | 52° 21' 35" NB, 4° 35' 49" OL | 0377/WN038 | Upload foto                                                                 |
| Landhuis Nyenberg                                                           | 1913      | Andries de Maaker                                                | Boekenroodeweg 6           | 52° 21' 32" NB, 4° 35' 45" OL | 0377/WN039 | Upload foto                                                                 |
| Folly (miniatuur kinderboerderij), op terrein van afgebroken Villa Clematis | 1926      |                                                                  | Boekenroodeweg bij 41      |                               | 0377/WN040 | Folly (miniatuur kinderboerderij), op terrein van afgebroken Villa Clematis |
|                                                                             |           |                                                                  | Boekenroodeweg 50-52       | 52° 21' 6" NB, 4° 35' 6" OL   | 0377/WN041 | Upload foto                                                                 |
|                                                                             |           |                                                                  | Burg. Den Texlaan 17-19    | 52° 22' 9" NB, 4° 36' 5" OL   | 0377/WN042 | Upload foto                                                                 |
|                                                                             |           |                                                                  | Koeduinweg 2-2a-2b         | 52° 21' 33" NB, 4° 35' 33" OL | 0377/WN043 | Meer afbeeldingen                                                           |
|                                                                             |           |                                                                  | Langelaan 1                | 52° 21' 57" NB, 4° 34' 39" OL | 0377/WN044 | Upload foto                                                                 |
|                                                                             |           |                                                                  | Langelaan 3                | 52° 21' 57" NB, 4° 34' 41" OL | 0377/WN045 | Upload foto                                                                 |
|                                                                             |           |                                                                  | Mr. H. Enschedeweg 5       |                               | 0377/WN046 | Upload foto                                                                 |
|                                                                             |           |                                                                  | Mr. H. Enschedeweg 15      |                               | 0377/WN057 |                                                                             |
|                                                                             |           |                                                                  | Nachtegalenlaan 12         | 52° 21' 16" NB, 4° 35' 17" OL | 0377/WN047 | Upload foto                                                                 |
|                                                                             |           |                                                                  | Oosterduinweg 254          | 52° 21' 48" NB, 4° 35' 57" OL | 0377/WN048 | Upload foto                                                                 |
|                                                                             |           |                                                                  | Oscar Mendliklaan 3-5      | 52° 21' 48" NB, 4° 35' 37" OL | 0377/WN049 |                                                                             |
| De Wig                                                                      | 1914      | J. de Lugt                                                       | Sparrenlaan 6              | 52° 21' 58" NB, 4° 34' 48" OL | 0377/WN058 | Upload foto                                                                 |
|                                                                             |           |                                                                  | Sparrenlaan 9              | 52° 22' 1" NB, 4° 34' 49" OL  | 0377/WN059 | Upload foto                                                                 |
| R.K. Sint Antoniusschool                                                    |           |                                                                  | Teding van Berkhoutlaan 20 | 52° 21' 33" NB, 4° 35' 55" OL | 0377/WN050 | R.K. Sint Antoniusschool                                                    |
| Tuinmanswoning en toegangspoort                                             | 1901      | A. Salm                                                          | Ter Hoffsteedeweg bij 3    |                               | 0377/WN051 | Upload foto                                                                 |
| Villa de Wiltzanck                                                          | 1913/1914 | C. J. Kortenbach                                                 | Van Alphenlaan 5           | 52° 21' 29" NB, 4° 35' 41" OL | 0377/WN052 | Upload foto                                                                 |
|                                                                             |           |                                                                  | Van Vollenhovenlaan 16     | 52° 21' 37" NB, 4° 35' 25" OL | 0377/WN053 | Upload foto                                                                 |
|                                                                             |           |                                                                  | Van Vollenhovenlaan 16a    | 52° 21' 35" NB, 4° 35' 24" OL | 0377/WN054 | Upload foto                                                                 |
| Villa Blauwduin                                                             | 1928      | J. Konings                                                       | Zwaluwenweg 1              | 52° 21' 25" NB, 4° 35' 11" OL | 0377/WN055 | Upload foto                                                                 |
| Koetshuis Klein Bentveld                                                    | 19e eeuw  |                                                                  | Zwarteweg 2                | 52° 22' 4" NB, 4° 35' 10" OL  | 0377/WN056 | Upload foto                                                                 |

## Bennebroek
De plaats Bennebroek kent 32 gemeentelijke monumenten, zie de Lijst van gemeentelijke monumenten in Bennebroek

## Bentveld
De plaats Bentveld heeft 4 gemeentelijke monumenten in het gedeelte wat bij de gemeente Zandvoort hoort, zie de Lijst van gemeentelijke monumenten in Bentveld.

## Bloemendaal
De plaats Bloemendaal kent 61 gemeentelijke monumenten, zie de lijst van gemeentelijke monumenten in Bloemendaal (plaats)

## Overveen
De plaats Overveen kent 34 gemeentelijke monumenten:
| Object                                                                | Bouwjaar        | Architect                                      | Locatie                           | Coördinaten                   | Nr.        | Afbeelding                                                       |
| --------------------------------------------------------------------- | --------------- | ---------------------------------------------- | --------------------------------- | ----------------------------- | ---------- | ---------------------------------------------------------------- |
| Kennemer Lyceum                                                       | 1923-1925, 1935 | Architectenbureau Eduard Cuypers               | Adriaan Stoopplein 7              | 52° 23' 29" NB, 4° 37' 15" OL | 0377/WN124 | Kennemer Lyceum                                                  |
| Tuinmanswoning van het landgoed Lindenheuvel                          | 1901            | D. Fiemens                                     | Bloemendaalseweg 154              | 52° 23' 52" NB, 4° 36' 47" OL | 0377/WN125 | Upload foto                                                      |
| Villa in Hollandse architectuur                                       | 1911            | Gerrit van Arkel                               | Bloemendaalseweg 170              | 52° 23' 41" NB, 4° 36' 39" OL | 0377/WN126 | Villa in Hollandse architectuur                                  |
| Schuur op landje van De Boer                                          | begin 20e eeuw  |                                                | Bloemendaalseweg 183              | 52° 23' 49" NB, 4° 36' 59" OL | 0377/WN127 | Upload foto                                                      |
|                                                                       |                 |                                                | Bloemendaalseweg 188-188a         | 52° 23' 36" NB, 4° 36' 34" OL | 0377/WN128 | Upload foto                                                      |
| Villa Willemshoeve                                                    | 1900            | J. F. Eldering                                 | Bloemendaalseweg 223              | 52° 23' 40" NB, 4° 36' 43" OL | 0377/WN129 | Upload foto                                                      |
| Herenhuis met invloeden van de sobere jugendstil                      | 1899            | S. Roog                                        | Bloemendaalseweg 235              | 52° 23' 39" NB, 4° 36' 39" OL | 0377/WN130 | Herenhuis met invloeden van de sobere jugendstil                 |
| Voormalig postkantoor                                                 | 1906            | C. H. Peters                                   | Bloemendaalseweg 236-238          | 52° 23' 28" NB, 4° 36' 34" OL | 0377/WN131 | Voormalig postkantoor                                            |
| Villa Willemsoord                                                     | 19e eeuw        | C. H. Peters                                   | Bloemendaalseweg 237-237a         | 52° 23' 39" NB, 4° 36' 39" OL | 0377/WN132 | Upload foto                                                      |
| Hoofdgebouw buitenplaats Belvedère.                                   | 1928            | A. A. de Maaker                                | Bloemendaalseweg 240              | 52° 23' 26" NB, 4° 36' 32" OL | 0377/WN133 | Upload foto                                                      |
| Complex Gemeentewerf, Prins Bernhardbrug                              | 1936            | Dienst publieke werken, J.M. Veldheer (reliëf) | Brouwerskolkweg                   | 52° 23' 23" NB, 4° 35' 51" OL | 0377/WN134 | Upload foto                                                      |
| Complex Gemeentewerf, Publieke Werken                                 | 1936            | J. de Jongh (directeur Publieke Werken)        | Brouwerskolkweg 2                 | 52° 23' 33" NB, 4° 35' 52" OL | 0377/WN135 | Complex Gemeentewerf, Publieke Werken                            |
| Complex Gemeentewerf (brandweerkazerne, garage en werkplaats, opslag) | 1936            | J. de Jongh                                    | Brouwerskolkweg 2a                | 52° 23' 33" NB, 4° 35' 51" OL | 0377/WN136 | Upload foto                                                      |
| Theeschenkerij                                                        | 1860            | onbekend                                       | Brouwerskolkweg 5                 | 52° 23' 20" NB, 4° 35' 55" OL | 0377/WN137 | Upload foto                                                      |
| Dienstwoning van Duinlust                                             | 1881            | C. Muysken                                     | Brouwerskolkweg 12                | 52° 23' 18" NB, 4° 35' 46" OL | 0377/WN138 | Upload foto                                                      |
| Dienstwoning van Duinlust                                             | 1906            | C. Muysken                                     | Brouwerskolkweg 14                | 52° 23' 17" NB, 4° 35' 50" OL | 0377/WN139 | Upload foto                                                      |
|                                                                       |                 |                                                | Duinvlietspad 4                   | 52° 22' 35" NB, 4° 36' 3" OL  | 0377/WN140 | Upload foto                                                      |
| Rooms-Katholieke Kerk Overveen, kosterswoning                         | 1910            | S.P. Rijnierse                                 | Korte Zijlweg 3                   | 52° 23' 15" NB, 4° 36' 27" OL | 0377/WN141 | Rooms-Katholieke Kerk Overveen, kosterswoning                    |
| Rooms-Katholieke Kerk Overveen, Mariagesticht                         | 1893            | C.L.M. Robbers                                 | Korte Zijlweg 9                   | 52° 23' 12" NB, 4° 36' 27" OL | 0377/WN142 | Rooms-Katholieke Kerk Overveen, Mariagesticht                    |
|                                                                       |                 |                                                | Lonbar Petrilaan 5                | 52° 23' 36" NB, 4° 36' 19" OL | 0377/WN143 | Upload foto                                                      |
|                                                                       |                 |                                                | Lonbar Petrilaan 18               | 52° 23' 39" NB, 4° 36' 19" OL | 0377/WN144 | Upload foto                                                      |
|                                                                       |                 |                                                | Lonbar Petrilaan 28               | 52° 23' 35" NB, 4° 36' 14" OL | 0377/WN145 | Upload foto                                                      |
|                                                                       |                 |                                                | Militairenweg 2a-2b               | 52° 23' 32" NB, 4° 36' 13" OL | 0377/WN146 |                                                                  |
|                                                                       |                 |                                                | Militairenweg 16                  | 52° 23' 31" NB, 4° 36' 28" OL | 0377/WN147 | Upload foto                                                      |
|                                                                       |                 |                                                | Ruysdaelweg 12                    | 52° 23' 34" NB, 4° 36' 23" OL | 0377/WN148 |                                                                  |
|                                                                       |                 |                                                | Ter Hoffsteedeweg 5               | 52° 23' 43" NB, 4° 36' 29" OL | 0377/WN149 |                                                                  |
|                                                                       |                 |                                                | Ter Hoffsteedeweg 7               | 52° 23' 43" NB, 4° 36' 30" OL | 0377/WN150 |                                                                  |
|                                                                       |                 |                                                | Ter Hoffsteedeweg 11a-13          | 52° 23' 38" NB, 4° 36' 30" OL | 0377/WN151 | Upload foto                                                      |
|                                                                       |                 |                                                | Ter Hoffsteedeweg 23              | 52° 23' 29" NB, 4° 36' 29" OL | 0377/WN152 | Upload foto                                                      |
| Station Overveen                                                      | 1891            | D.A.N. Margadant                               | Tetterodeweg 2-6                  | 52° 23' 27" NB, 4° 36' 29" OL | 0377/WN153 | Meer afbeeldingen                                                |
| Villa Berg en Dal                                                     | 1905            | J.H. Slot                                      | Tetterodeweg 5                    | 52° 23' 31" NB, 4° 36' 17" OL | 0377/WN154 | Villa Berg en Dal                                                |
| Rij geschakelde woonhuizen met muurschildering in Art Déco stijl      | 1937-1938       |                                                | Willem de Zwijgerlaan 108-110-112 | 52° 23' 31" NB, 4° 37' 2" OL  | 0377/WN122 | Rij geschakelde woonhuizen met muurschildering in Art Déco stijl |
| Hotel Van Ouds het Raadhuis                                           |                 |                                                | Zijlweg 2                         | 52° 23' 17" NB, 4° 36' 28" OL | 0377/WN155 | Hotel Van Ouds het Raadhuis                                      |
| Pandje, voormalige bedrijfsruimte van de firma Rijniers               | 1809            |                                                | Zijlweg 16                        | 52° 23' 17" NB, 4° 36' 30" OL | 0377/WN123 | Pandje, voormalige bedrijfsruimte van de firma Rijniers          |

## Vogelenzang
De plaats Vogelenzang kent 6 gemeentelijke monumenten:
| Object             | Bouwjaar  | Architect                          | Locatie                       | Coördinaten                   | Nr.        | Afbeelding         |
| ------------------ | --------- | ---------------------------------- | ----------------------------- | ----------------------------- | ---------- | ------------------ |
| Villa Notten       | 1901      | J.A. van Straaten                  | Bekslaan 42                   | 52° 19' 28" NB, 4° 35' 10" OL | 0377/WN157 | Upload foto        |
| Graaf Florisschool | 1829/1868 | H.M. van Buyen van Weelaeren       | Vogelenzangseweg 63-63a       | 52° 19' 28" NB, 4° 34' 43" OL | 0377/WN158 | Graaf Florisschool |
| Villa Inverdan     | 1938      | W.J. Pieterse                      | Vogelenzangseweg 170          | 52° 19' 57" NB, 4° 34' 43" OL | 0377/WN159 | Villa Inverdan     |
| Bollenschuur       | ca 1900   |                                    | Vogelenzangseweg (achter) 186 |                               | 0377/WN160 | Upload foto        |
| Boerderij          | 19e eeuw  |                                    | Vogelenzangseweg 240          | 52° 19' 14" NB, 4° 34' 37" OL | 0377/WN156 | Upload foto        |
| Kapel              | 1953      | Nico van der Laan, W. A. J. Hansen | Zilkerduinweg 375             | 52° 18' 42" NB, 4° 33' 25" OL | 0377/WN161 | Upload foto        |